# John Olerud
John Garrett Olerud (né le 5 août 1968 à Seattle, Washington, États-Unis) est un ancien joueur de premier but étoile de la Ligue majeure de baseball.
Il évolue de 1989 à 2005, passant 8 de ses 17 premières saisons chez les Blue Jays de Toronto, avec qui il remporte les Séries mondiales en 1992 et 1993. Champion frappeur de la Ligue américaine en 1993, il honore deux invitations au match des étoiles et son jeu défensif lui rapporte trois Gants dorés. Il réussit 2 239 coups sûrs, dont 500 doubles, et maintient en carrière une moyenne au bâton en carrière de ,298 et une moyenne de présence sur les buts de ,398.

## Carrière
John Olerud est repêché en 1986 au 27e tour de sélection par les Mets de New York, un club avec lequel il ne signe pas de contrat mais pour lequel il jouera une douzaine d'années plus tard. Repoussant l'offre initiale des Mets, il quitte son école secondaire de Bellevue (Washington) pour rejoindre les Cougars de l'université d'État de Washington. En 1988, Baseball America nomme Olerud joueur de l'année dans la NCAA après qu'il eut maintenu pour Washington State une moyenne au bâton de ,464 avec 23 coups de circuit, une moyenne de puissance de ,836 ainsi qu'une fiche de 15 victoires et aucune défaite comme lanceur. Olerud est considéré alors comme le meilleur joueur de baseball de l'histoire de Washington State et les observateurs ne s'entendent pas sur la position à laquelle il évoluera dans les rangs professionnels : joueur de premier but ou lanceur.
Le 11 juin 1989, alors qu'il fait du jogging avec un ami sur le campus de l'université d'État de Washington, John Olerud est victime d'un anévrisme intracrânien et d'une hémorragie méningée. Une opération d'urgence sauve sa vie mais, un mois plus tard, les médecins découvrent un anévrisme à la base de son cerveau. Il est retiré par les chirurgiens le 27 février 1989. En juin suivant, Olerud est réclamé par les Blue Jays de Toronto au 3e tour du repêchage amateur, il signe son premier contrat professionnel le 26 août et fait moins de 9 mois après un grave incident médical ses débuts dans le baseball majeur. Il joue son premier match pour Toronto le 3 septembre 1989, devenant l'un des rares joueurs à passer directement des rangs universitaires aux Ligues majeures. En raison de l'anévrisme dont il a souffert, John Olerud a par la suite toujours porté un casque protecteur, et non une simple casquette de baseball comme il est d'usage pour les autres joueurs, lorsqu'il tient sa position en défensive au premier but, le poste qu'il adopte finalement après avoir renoncé à une carrière comme lanceur.
John Olerud savoure avec les Blue Jays de Toronto deux titres consécutifs de Série mondiale : en 1992 et 1993.
En 1993, il est champion frappeur de la Ligue américaine avec une moyenne au bâton de ,363 et mène les majeures pour la moyenne de présence sur les buts (,473) et les doubles (54). Il termine 3e du vote de fin d'année désignant le lauréat du prix du joueur par excellence de la saison.
Après avoir joué pour Toronto de 1989 à 1996, il évolue chez les Mets de New York de 1997 à 1999 avant de rejoindre en 2000 le club de sa région natale, les Mariners de Seattle. Après 3 ans et demi avec ces derniers, il rejoint les Yankees de New York en cours de saison 2004 et complète sa carrière de 17 saisons en 2005 chez les Red Sox de Boston.
Olerud participe deux fois au match des étoiles : en 1993 comme représentant des Blue Jays et en 2001 comme membre des Mariners. Il frappe pour au moins ,300 de moyenne au bâton lors de 4 saisons différentes. À 8 reprises, sa moyenne se situe au-dessus de ,290 et elle se chiffre à au moins ,284 lors de 11 de ses 17 saisons. Quant à son pourcentage de présence sur les buts, il est 6 fois d'au moins ,400 et en 7 occasions différentes il est supérieur à ,390. Malgré ses aptitudes offensives évidentes, c'est le jeu défensif d'Olerud qui est récompensé en fin d'année : il remporte le Gant doré au premier but pour les saisons 2000, 2002 et 2003.
Depuis 2010, le prix John Olerud est remis par le Temple de la renommée du baseball collégial au rang des joueurs universitaires s'étant le plus distingués à la fois comme lanceur et comme joueur de position.